# Facundo López Burgos
Facundo López Burgos, nacido en Buenos Aires en 1972, es un músico y compositor argentino.

## Trayectoria
Facundo López Burgos se ha desarrollado como guitarrista y compositor de diversas bandas de rock y fusión entre fines de los 80 y principios de los 90, entre las que cabe destacar 9 círculos agrupación que lideró junto a Juan Benítez.
Trabajó junto la cantante Claudia Puyó en la década que le valió el Premio Konex (96-07), participó en el CD La Razón y La Tempestad (2001) en los roles de productor, compositor y guitarrista. En su reciente placa El Ángel (2008) participa como guitarrista y bajista.
Entre sus proyectos está el disco ‘Si Hay…’(2009) realizado junto a su banda Vía Varela, su trabajo junto a la cantante Marcela Consalvo con quien fusiona música, movimiento y circo en las distintas versiones de su espectáculo enhorabuena!, y el CD ‘Lencina & López Burgos’ junto al cantante Jorge Lencina.

## Teatro
En el ámbito teatral compuso música original para las obras Perón en Caracas,Tú No Eres Mi Padre, La Cabeza contra la pared, Macbeth, y la multipremiada obra de títeres Al agua Morsa entre otras. Ha trabajado junto a la coreográfa Teresa Duggan en la banda de sonido de sus últimos espectáculos.

## Discografía
Con Jorge Senno y Gemelos Verdinet
- 2023: Espejos del Plata
- 2024: Bajo el Sol del Rocanrol Vol.1

Con Sexta Feira MPB
- 2022: Projeto C

Con Nokreo Experimento
- 2014: Nokreo Experimento - Djetavu Producciones
- 2016: La Buena Vida - Djetavu Producciones
- 2018: Invisibles - Djetavu Producciones

Con Vía Varela
- 2009: Si Hay - Pirca Records

Con Lencina & Lopez Burgos
- 2007: Milky Way Songs - Sueñonauta Records

Con PUF
- 2002: Ganso de Cabeza Rayada - Independiente

Con Jorge Senno Trio
- 2016: La Noche que Quedo Grabada CD + DVD - JS

Con Claudia Puyó
- 2002: La Razón y la Tempestad - Kadorna Records
- 2008: El Ángel - Kadorna Records
- 2024: Cazadora de cielos - Kadorna Records

Con Ariel Leyra
- 2002: Solicitada - Griten - Independiente
- 2005: Todo Cool - Fabrica de Ideas

Con Ines Bayala
- 2016: Fuego

## Publicaciones
Desde 2007 lleva adelante Sonido de Guitarras publicación en línea centrada en temáticas de interés para guitarristas profesionales o estudiantes del instrumento y escribe en la revista especializada Power Music. En 2010 es convocado para hacerse cargo de la dirección del suplemento técnico de la revista Guitarristas y Bajistas en la que además colabora con su propia columna y realizando entrevistas especializadas a guitarristas y bajistas de renombre.

## Colaboraciones
Ha trabajado, compartido escenario y/o grabado con músicos de primer nivel tanto en el ámbito nacional como internacional pudiendo citar entre otros a: 
Micky Huidobro (bajista y cantante de la banda mexicana Molotov), Fito Páez, Chango Farias Gómez, Daniel Colombres, Gringui Herrera, Guillermo Vadala, Pepe Céspedes (Bersuit), Oscar Righi (Bersuit), Tito Fargo (Gran Martel), Facundo Guevara, Guido Martínez, Mariana Baraj, Luis Volcoff, Guille Arrom, Fabiana Cantilo, Daniel 'Pipi' Piazzolla, Néry Catineau (integrante de la banda francesa Les VRP), Rodrigo Domínguez, Gustavo Bazterrica, Alambre Gonzales y Martín Alvarado, entre otros.

## Docencia
Como docente dicta clases de guitarra desde 1996. Dicta clases de Producción Musical por Computadoras y junto al baterista, percusionista y actor Marcos Cioffi el Taller de Desarrollo Rítmico - Ritmikeando orientado a actores, bailarines, acróbatas, malabaristas, docentes, músicos y todas aquellas personas que utilicen la rítmica como complemento y/o parte de su actividad artística.